# Berit Wiacker
Berit Wiacker (* 15. Juni 1982 in Duisburg) ist eine Bobfahrerin und frühere Leichtathletin.

## Karriere
Berit Wiacker begann ihre sportliche Laufbahn als Leichtathletin. 2000 wurde sie über 100 Meter Hürden mit Nadine Hentschke in Dresden Deutsche Juniorenmeisterin und konnte sich nur knapp nicht für die Junioren-Europameisterschaft qualifizieren. Zu dieser Zeit startete sie für SG DJK Ingolstadt und wurde auch mehrfach Bayerische Meisterin. Nachdem sie den Trainer gewechselt hatte, stagnierte sie jedoch in ihren Leistungen.
Deshalb kam es Wiacker nicht ungelegen, als eine in der Ingolstädter Leichtathletikgruppe trainierende Bobpilotin, Barbara Pütz, sie 2002 fragte, ob sie nicht als Anschieberin zum Bobsport kommen wolle. Zunächst plante sie, Bobsport und Leichtathletik parallel zu betreiben, was sich jedoch als nicht machbar erwies. Deshalb wechselte sie komplett zum Bobsport. Im Weltcup startete sie zunächst mit der Pilotin Cathleen Martini. Bei ihrem ersten Weltcupstart in der Saison 2003/04 in Lake Placid erreichte sie auf Anhieb mit Martini einen dritten Platz. Kurz darauf wechselte Wiacker in den Bobschlitten von Sandra Kiriasis, mit der sie kurz darauf in Lillehammer ihren ersten Weltcupsieg feierte. Im Team von Sandra Kiriasis wetteifert sie mit Anja Schneiderheinze-Stöckel um die Position der Anschieberin. 2005 und 2006 wurde Wiacker Deutsche Meisterin. Fünfmal konnte sie Weltcuprennen gewinnen.
2006 war Wiacker Anschieberin beim Gewinn des Europameistertitels in St. Moritz. Doch bei den Olympischen Spielen in Turin, wo Kiriasis Gold gewann, musste sie den Platz der Anschieberin Anja Schneiderheinze überlassen. Beim erstmals ausgetragenen Teamwettbewerb der Bob- und Skeletonfahrer wurde sie mit Kiriasis, Frank Kleber, Monique Riekewald, Karl Angerer und Marc Kühne 2007 in St. Moritz Weltmeister.
Berit Wiacker ist Polizeimeisterin und startete zunächst für den BSC Winterberg, derzeit für die RSG Hochsauerland.

## Erfolge

### Weltcupsiege
Zweierbob Damen
| Nr. | Datum         | Ort               | Bahn                                      |
| --- | ------------- | ----------------- | ----------------------------------------- |
| 1.  | 23. Jan. 2004 | Lillehammer       | Bob- und Rennschlittenbahn Hunderfossen 1 |
| 2.  | 10. Dez. 2004 | Innsbruck-Igls    | Olympia Eiskanal Igls 1                   |
| 3.  | 17. Dez. 2004 | Cortina d’Ampezzo | Bobbahn Cortina d’Ampezzo 1               |
| 4.  | 21. Jan. 2005 | Cesana            | Cesana Pariol 1                           |
| 5.  | 9. Dez. 2005  | Innsbruck-Igls    | Kunsteisbahn Bob-Rodel Igls 1             |
| 6.  | 23. Feb. 2007 | Königssee         | Kombinierte Kunsteisbahn am Königssee 1   |
| 7.  | 8. Feb. 2008  | Winterberg        | Bobbahn Winterberg 1                      |
| 8.  | 6. Dez. 2008  | Altenberg         | Rennschlitten- und Bobbahn Altenberg 1    |
| 9.  | 15. Jan. 2009 | St. Moritz        | Olympia Bob Run St. Moritz–Celerina 1     |
| 10. | 16. Jan. 2009 | St. Moritz        | Olympia Bobrun St. Moritz–Celerina 1      |
| 11. | 17. Nov. 2010 | Lake Placid       | Olympia-Bobbahn Lake Placid 1             |
| 12. | 21. Jan. 2011 | Winterberg        | Bobbahn Winterberg 1                      |
| 13. | 29. Jan. 2011 | St. Moritz        | Olympia Bobrun St. Moritz–Celerina 1      |